# Сафаров, Магамед Иса оглы
Магамед Иса оглы Сафаров (азерб. Səfərov Məhəmməd İsa oğlu, 1896—1972) — грузинский революционер азербайджанского происхождения, один из молодых участников революционного движения Грузии начала XX века; общественный деятель.

## Биография
Сафаров Магамед родился в 1896 году в селе Сарачлы (ныне — Мамхути в Болнисском районе Грузии). В 1911 году впервые приехал в Тифлис; в 1913—1916 годы участвовал в массовых общественных движениях, в том числе — демонстрациях-протестах на известные события под названием Ленский расстрел. За активную деятельность был принят в общественную подпольную партийную организацию, участвовал в подпольных политических собраниях, проводившихся лидерами того времени — Филипп Махарадзе, Али Ашраф Юзбашева, Али Тагизаде и др. Кроме того, являлся одним из активистов организованной в апреле 1918 года в Борчалинском уезде подпольной организации по борьбе с преступными группировками.
В 1917 году вернулся в родное село. С 1921 года — заместитель председателя Революционного комитета Борчалинского уезда. По поручению ревкома Грузии организовал сбор скота от кулацких хозяйств и передачу его в воинские части. В 1922—1924 годы — председатель Земельного комитета, в ведение которого входила вся южная зона нынешнего региона Болниси. Согласно Декрету о земле, Земельным комитетом во главе с М.Сафаровым был принят указ о конфискации помещичьих и кулацких земель и передаче их крестьянам. С мая 1926 года — председатель Сарачлинского сельского совета, с 1927 года — Имирасанского темского совета, куда входили несколько сельских советов. По соответствующему указанию НКВД был уполномоченным по сбору оружия (2 тыс. штук) от Имирасанского темсовета.
В 1926—1927 годы под его руководством была расширена и достроена школа в Сарачлы, впервые была открыта специальная школа грамоты для взрослых.
В 1929 году — председатель Крестьянского комитета и Земельного отдела Борчалинского уезда. В 1929—1930 годы проходил обучение-стажировку в Москве на Всесоюзных курсах сельских работников по колхозному строительству при ЦК ВКП(б). В последующем работал заместителем председателя Борчалинского уездного исполкома (1930), председателем Борчалинского сельского совета депутатов и членом Президиума Борчалинского района (1931—1935), заведующим Земельным отделом Борчалинского райисполкома (1936), председателем колхоза в селе Сарван (1936), директором Герархинского (Алгетского) виноградного совхоза (1937, Марнеульский район).
В 1940—1941 годы — секретарь Сарачлинского сельского совета, в 1942—1945 — председатель колхоза в Сарачлы. В годы Великой Отечественной войны под руководством Магамеда Сафарова на фронт из села отправлялись посылки с тёплой одеждой и продуктами питания; 25 тыс. рублей из личных средств М. Сафаров направил на строительство военной техники.
В 1945—1956 годы заведовал складом колхоза в селе Сарачлы. С 1956 года — персональный пенсионер Грузии.
Скончался в 1972 году в селе Сарачлы.

## Награды и премии
- Медаль «За доблестный труд в Великой Отечественной войне 1941—1945 гг.» (10.8.1946)
- Юбилейная медаль «Двадцать лет Победы в Великой Отечественной войне 1941—1945 гг.»
- Юбилейная медаль «50 лет Вооружённых Сил СССР»
- Медаль «В ознаменование 100-летия со дня рождения Владимира Ильича Ленина» — за активное участие в процессе установления Советской власти в южных регионах Грузии (борьба по ликвидации меньшевистских группировок, работа по конфискации земель и ликвидации безграмотности среди населения)
- Юбилейная грамота «В честь 50-летия установления Советской власти в Грузии и образования Коммунистической партии Грузии»
- Грамота «За плодотворную работу по развитию начального и среднего образования в селе Сарачлы Болнисского района» (1976).

## Галерея
- Удостоверение Депутата Сарачлинского Сельского Совета
- Медаль: За доблестный труд в Великой Отечественной войне
- Медаль: 20 лет победы  Великой Отечественной войне
- Медаль: 50 лет Вооруженных Сил СССР
- Медаль:В ознаменование 100-летия со дня рождения Владимира Ильича Ленина.

## Комментарии
1. ↑  В начале 1930-х годов Сарачлинская школа стала десятилетней, в 1960-е годы по ходатайству и под руководством Сафарова Ильяса, сына Магамеда Сафарова, в Сарачлы было построено новое здание школы.